# Dobovo
Dobovo (makedonsky: Добово, albánsky: Dëbovë) je historická vesnice v Severní Makedonii. Nachází se v opštině Mavrovo a Rostuša v Položském regionu. 

## Historie
Na konci 19. století bylo Dobovo albánskou muslimskou vesnicí pod nadvládou Osmanské říše. V roce 1873 zde bylo podle sčítání lidu 20 domácností a 46 obyvatel. 
Podle statistik Vasila Kančova zde v roce 1900 žilo 24 křesťanů a 90 muslimů, všichni byli albánské národnosti.
Během povstání v albánsky mluvícím regionu Gorna Reka byla vesnice v letech 1912-1916 vypálena srbskou a bulharskou armádou.  